# Street Fighter III
Street Fighter III: New Generation (ストリートファイターⅢ NEW GENERATION?) är ett man mot man-fightingspel i Capcoms Street Fighter-serie, ursprungligen släppt som arkadspel i februari 1997.
Spelet är en direkt uppföljare till Street Fighter II, och innehåller alla tidigare figurer utom Ryu och Ken, samt ett nytt gäng kämpar, bland andra Alex. Spelet innehåller också en ny boss, Gill.
Två uppdateringsversioner av spelet släpptes: Street Fighter III 2nd Impact från 1997 och Street Fighter III 3rd Strike 1999.
Spelet senare porterat även till Sega Dreamcast, som släpptes då tillsammans med 2nd Impact på samlingen Street Fighter III: Double Impact.

### Fotnoter
1. ↑  ”Capcom USA Interested in Return to Games with 2D Art”. Crunchyroll. 5 januari 2012. http://www.crunchyroll.com/anime-news/2012/01/06/capcom-usa-interested-in-return-to-games-with-2d-art. Läst 25 maj 2014.